# Хазіра/Дахедж – Віджайпур
Хазіра/Дахедж – Віджайпур – газотранспортний коридор на півночі Індії, один з найважливіших елементів індійської газотранспортної системи.
У 1988 році на східному узбережжі Камбейської затоки почав роботу газопереробний завод Хазіра, який працює з продукцією офшорних родовищ нафтогазоносного басейну Мумбай (передусім найбільшого газового родовища країни Бассеін). Для видачі його продукції проклали газопровід Хазіра — Віджайпур — Джагдішпур (HVJ), який на ділянці до Віджайпуру довжиною 642 км має діаметр 900 мм.  Трубопровід HVJ був розрахований на максимальний робочий тиску у 8,6 Мпа та первісно мав пропускну здатність на рівні 18,4 млн м3 на добу. У 1997-му паралельно з розширенням ГПЗ Хазіра встановили додаткові компресорні потужності у Вагодії та Кхера (на додачу до вже існуючих станцій у Хазірі та Джхабуа), що дозволило довести пропускну здатність до 33,4 млн м3 на добу.
Через падіння видобутку на власних родовищах, Індія на початку 21-го століття розпочала імпорт зрідженого природного газу. Перший призначений для цього термінал почав роботу в 2004 році у Дахеджі, дещо північніше від Хазіри. Для видачі регазифікованої тут продукції проклали газопровід Дахедж – Віджайпур (DVPL) довжиною 612 км, який вже на початковій ділянці маршруту сходиться з ниткою від Хазіри та далі прямує з нею у одному коридорі. При діаметрі у 1050 мм він мав пропускну здатність на рівні 23,9 млн м3 на добу.
Ще одним джерелом регазифікованого ресурсу став термінал ЗПГ Хазіра, який ввели в дію у 2005 – 2006 роках.
Наприкінці 2000-х до Гуджарату вивели газопровід Схід – Захід, який мав постачати ресурс походженням із офшорних родовищ басейну Крішна-Годаварі (Бенгальська затока) та отримав в районі Анкот сполучення з газотранспортним коридиром Хазіра/Дахедж – Віджайпур. З огляду на це, в 2013-му ввели в дію газопровід DVPL-II, який став третьою ниткою у газотранспортному коридорі від узбережжя Камбейської затоки до Віджайпуру. Він має довжину 610 км, діаметр 1200 мм та пропускну здатність на рівні 43 млн м3 на добу (крім того, інші заходи дозволили збільшити добову пропускну здатність DVPL на 11 млн м3). Втім, оцінки запасів родовищ Крішна-Годаварі виявились суттєво перебільшеними і вже за кілька років почалась криза поставок через Схід – Захід.
У Віджайпурі доправлений сюди газ проходить додаткову підготовку на газопереробному заводі Віджайпур, після чого спрямовується далі по трубопроводах Віджайпур – Фулпур (з 1988-го), Віджайпур – Дадрі (з 1997), Віджайпур – Кота, а також на розташований у тому ж Віджайпурі великий завод азотних добрив компанії NFL. Крім того, із газотранспортного коридору отримують живлення відгалуження Вемар – Дханор та Джаготі – Пітхампур, а також перемичка довжиною 32 кілометра та діаметром 450 мм, що веде до нафтохімічного комплексу Вадодара, нафтопереробного заводу Вадодара (із ТЕЦ Вадодара) та ТЕС Вадодара.